# Бобрув (Легницький повіт)
Бобрув (пол. Bobrów) — село в Польщі, у гміні Мілковиці Легницького повіту Нижньосілезького воєводства.
Населення — 91 особа (2011).
У 1975-1998 роках село належало до Легницького воєводства.

## Демографія
Демографічна структура станом на 31 березня 2011 року:
|          | Загалом | Допрацездатний вік | Працездатний вік | Постпрацездатний вік |
| -------- | ------- | ------------------ | ---------------- | -------------------- |
| Чоловіки | 39      | 4                  | 31               | 4                    |
| Жінки    | 52      | 12                 | 27               | 13                   |
| Разом    | 91      | 16                 | 58               | 17                   |

## Галерея

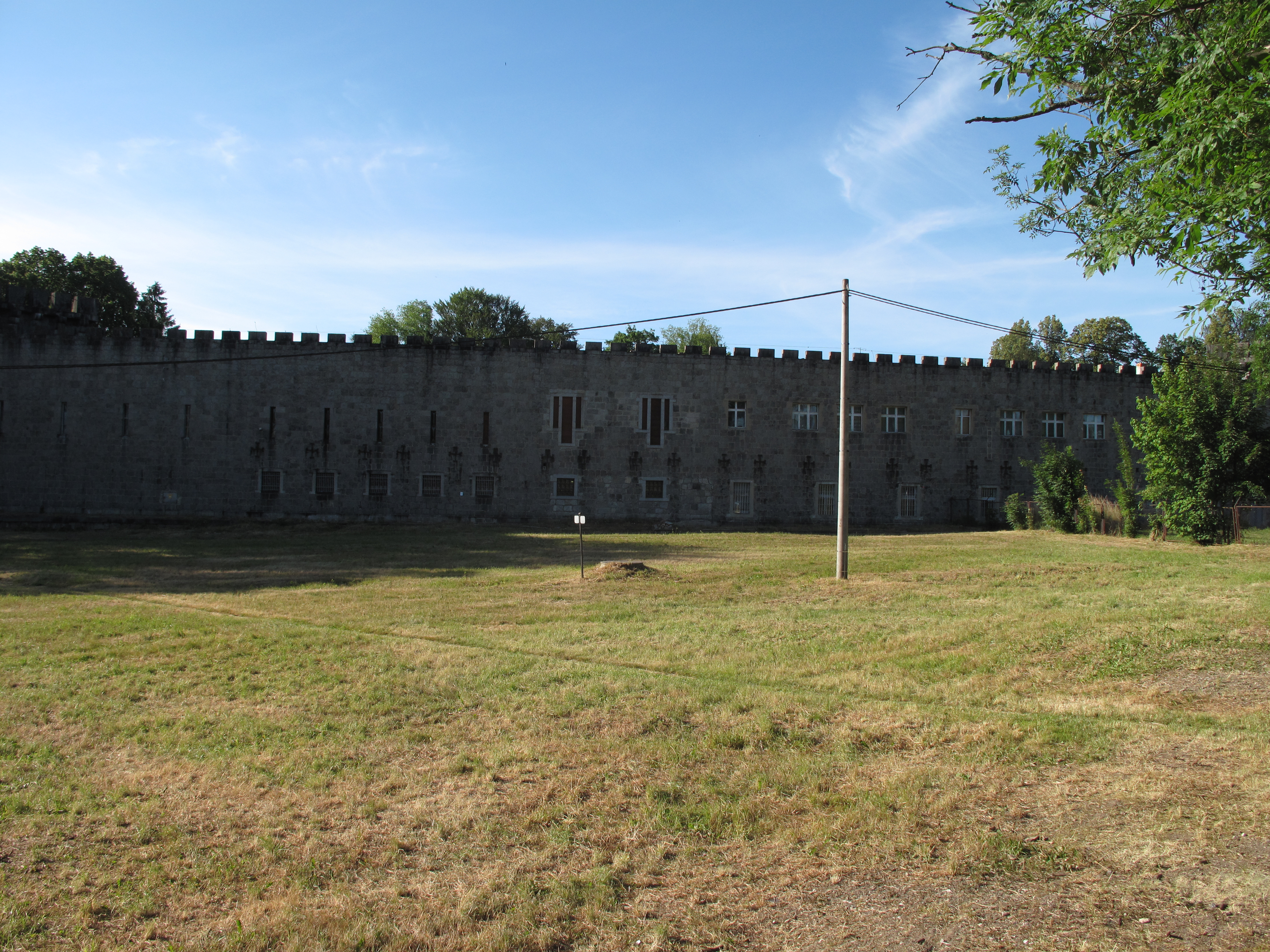
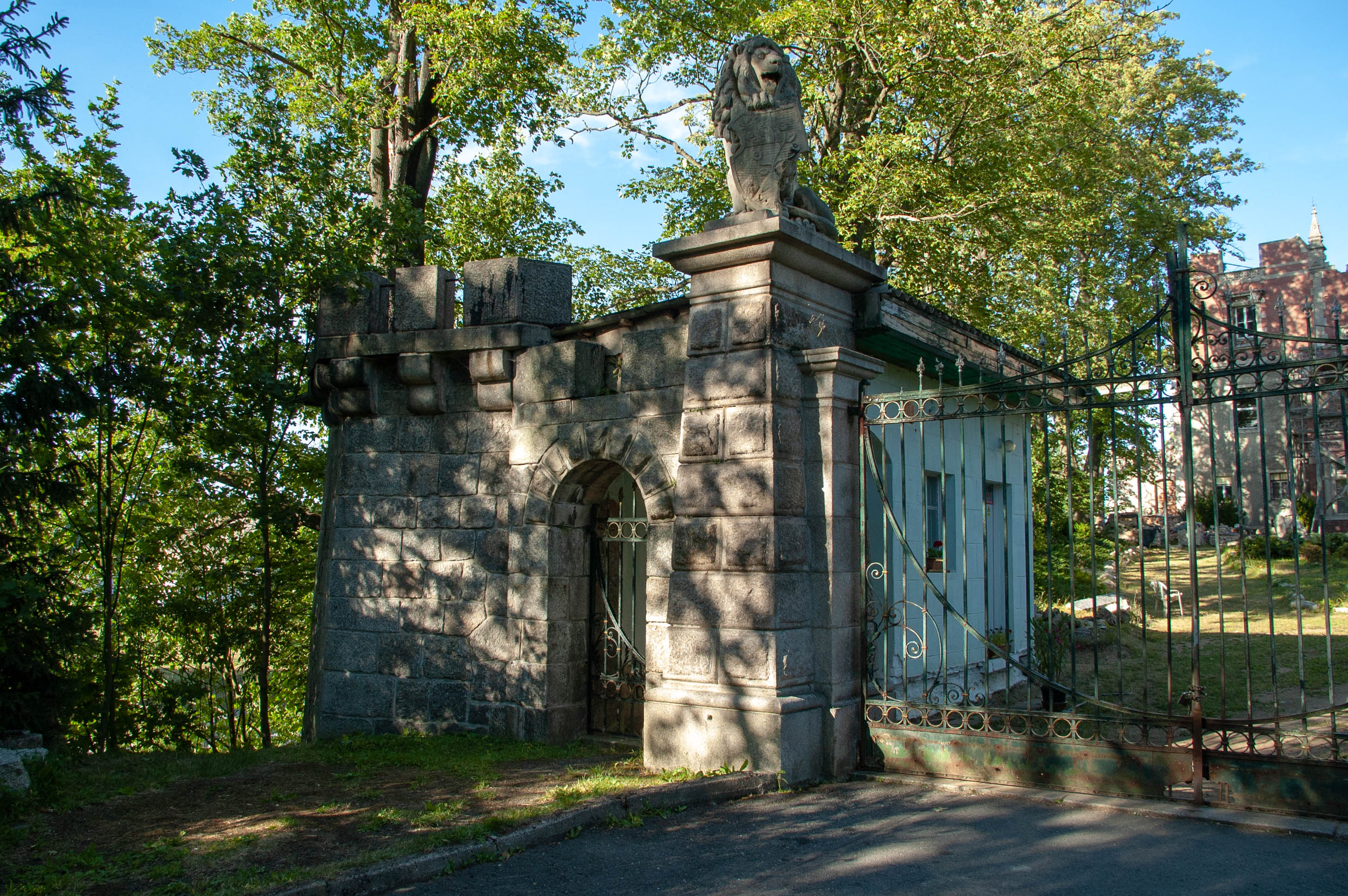
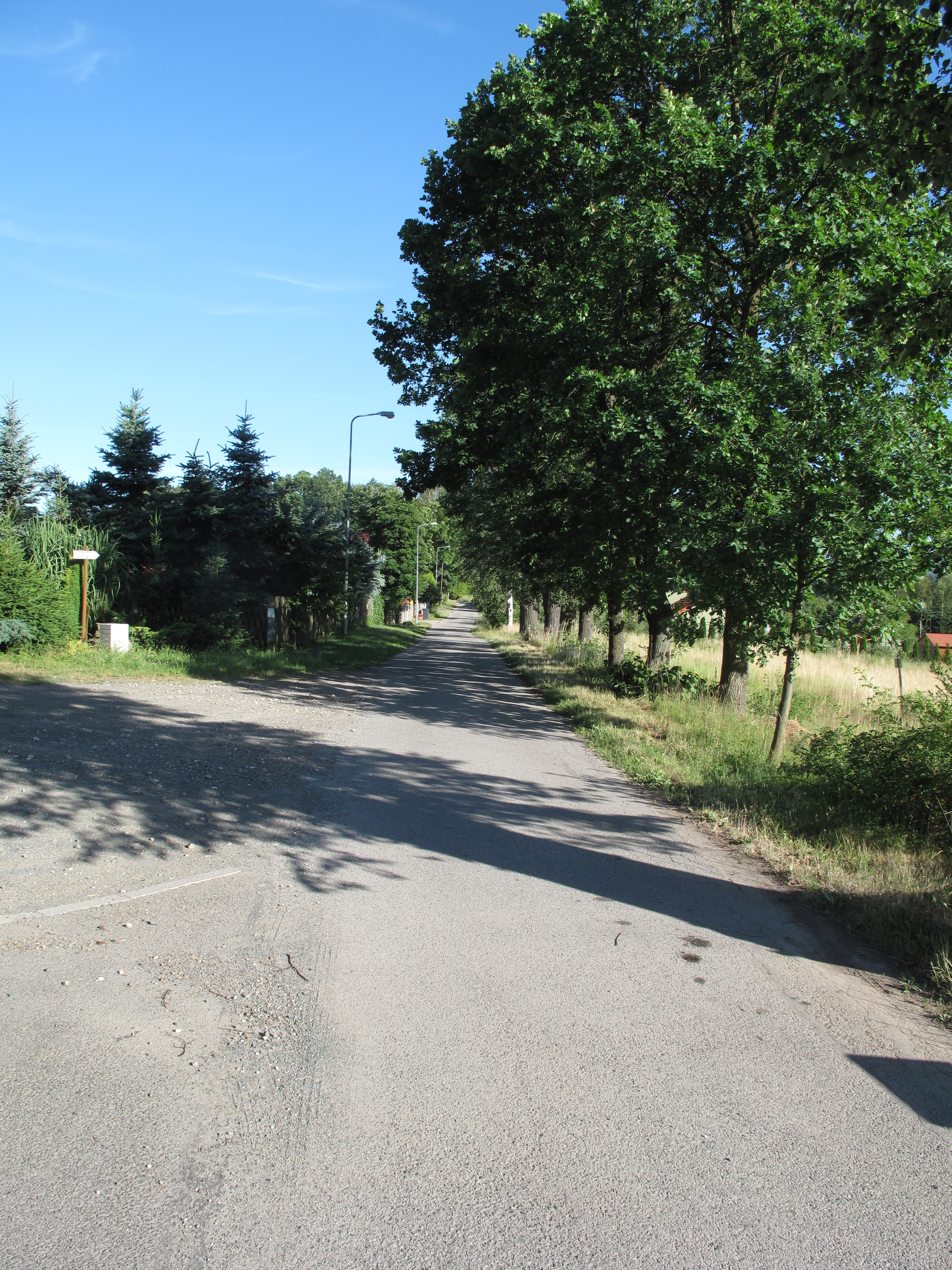